# Cheiracanthium gratum
Cheiracanthium gratum es una especie de araña del género Cheiracanthium, familia Cheiracanthiidae, suborden Araneomorphae. Fue descrita científicamente por Kulczyński en 1897.

## Distribución
Se distribuye por Alemania, Hungría, Ucrania, Rusia (Europa) y Kazajistán.